# Phytoliriomyza rossi
Phytoliriomyza rossi är en tvåvingeart som beskrevs av Mitsuhiro Sasakawa 1992. Phytoliriomyza rossi ingår i släktet Phytoliriomyza och familjen minerarflugor.
Artens utbredningsområde är Ecuador. Inga underarter finns listade i Catalogue of Life.